# Williams FW41
La Williams FW41 è una monoposto costruita dalla scuderia Williams per partecipare al campionato mondiale di Formula 1 2018, la quale sostituisce la FW40 che aveva corso nella stagione precedente.

## Carriera agonistica

### Stagione
La stagione vede la Williams chiudere in decima ed ultima posizione il campionato con soli 7 punti ed un ottavo posto come miglior risultato. La FW41 mostra per tutta la stagione gravi carenze tecniche. Stroll vince lo scontro interno per punti conquistati ma viene battuto in qualifica 13-8 dal compagno Sirotkin. La stagione 2018 vede l'ultimo anno di collaborazione con il brand Martini Racing.

## Piloti
| Piloti ufficiali       | Piloti ufficiali | Piloti ufficiali |
| Nazione                | Nome             | Numero           |
| ---------------------- | ---------------- | ---------------- |
| Canada (bandiera)      | Lance Stroll     | 18               |
| Russia (bandiera)      | Sergej Sirotkin  | 35               |
| Piloti di riserva      |                  |                  |
| Nazione                | Nome             | Nome             |
| Polonia (bandiera)     | Robert Kubica    | 40               |
| Regno Unito (bandiera) | Oliver Rowland   | 41               |

## Risultati in Formula 1
| Anno | Team        | Motore   | Gomme | Piloti   |     |    |    |     |    |    |     |    |    |    |     |    |    |    |    |    |    |    |    |    |    | Punti | Pos. |
| ---- | ----------- | -------- | ----- | -------- | --- | -- | -- | --- | -- | -- | --- | -- | -- | -- | --- | -- | -- | -- | -- | -- | -- | -- | -- | -- | -- | ----- | ---- |
| 2018 | Williams F1 | Mercedes | P     | Stroll   | 14  | 14 | 14 | 8   | 11 | 17 | Rit | 17 | 14 | 12 | Rit | 17 | 13 | 9  | 14 | 15 | 17 | 14 | 12 | 18 | 13 | 7     | 10º  |
| 2018 | Williams F1 | Mercedes | P     | Sirotkin | Rit | 15 | 15 | Rit | 14 | 16 | 17  | 15 | 13 | 14 | Rit | 16 | 12 | 10 | 19 | 18 | 16 | 13 | 13 | 16 | 15 | 7     | 10º  |